# Yelahanka
Yelahanka là một thị xã và là nơi đặt hội đồng thành phố của quận Bangalore thuộc bang Karnataka, Ấn Độ.

## Địa lý
Yelahanka có vị trí 13°07′B 77°36′Đ / 13,11°B 77,6°Đ Nó có độ cao trung bình là 887 mét (2910 feet).

## Nhân khẩu
Theo điều tra dân số năm 2001 của Ấn Độ, Yelahanka có dân số 93.263 người. Phái nam chiếm 54% tổng số dân và phái nữ chiếm 46%. Yelahanka có tỷ lệ 75% biết đọc biết viết, cao hơn tỷ lệ trung bình toàn quốc là 59,5%: tỷ lệ cho phái nam là 80%, và tỷ lệ cho phái nữ là 68%. Tại Yelahanka, 11% dân số nhỏ hơn 6 tuổi.